# Жена је жена
Жена је жена је дебитантски албум југословенског фолк певача Нина Решића, издат 1991. године за издавачку кућу Елита у СФРЈ и у Аустрији. Пратеће вокале певале су Весна Обреновић и Злата Петровић. Продуцент је Зоран Тутуновић, а албум је снимљен уз његов оркестар. Албум је објављен и под називом Цар.

## Списак песама
| №  | Назив                    | Текст            | Музика           | Трајање |  |
| 1. | Жена је жена             | Радмила Мудринић | Радмила Мудринић |         |  |
| 2. | Боли                     | Радмила Мудринић | Радмила Мудринић |         |  |
| 3. | Нар                      | Радмила Мудринић | Радмила Мудринић |         |  |
| 4. | Заборави мене            | З. Ристић        | Зоран Тутуновић  |         |  |
| 5. | А сада сам ја на реду    | Радмила Мудринић | Радмила Мудринић |         |  |
| 6. | Ти си моја морска болест | Радмила Мудринић | Радмила Мудринић |         |  |
| 7. | Спавај мајко             | Радмила Мудринић | Зоран Тутуновић  |         |  |
| 8. | Где си срећо             | Радмила Мудринић | Зоран Тутуновић  |         |  |
| 9. | Ма нећу више             | Радмила Мудринић | Радмила Мудринић |         |  |